# Cotoneaster wardii
Cotoneaster wardii là loài thực vật có hoa trong họ Hoa hồng. Loài này được W.W. Sm. mô tả khoa học đầu tiên năm 1917.